# Luc Ferrari
Pour les articles homonymes, voir Ferrari.
Œuvres principales
Étude aux accidents, Presque rien, Hétérozygote, Et tournent les sons dans la garrigue, Tautologos, Collection de petites pièces, L’escalier des aveugles, Far West News, Symphonie déchirée, Les grandes répétitions
Luc Ferrari, né le 5 février 1929 à Paris et mort le 22 août 2005 à Arezzo en Italie, est un compositeur français, spécialiste de la musique électroacoustique.

## Biographie
Né le 5 février 1929 à Paris, Luc Ferrari démarre très tôt des études de piano, jusqu'à ce qu’une tuberculose dans sa jeunesse l'oblige à s'en éloigner. Cette situation le fait se tourner vers la composition puis se décide à désormais s'y consacrer. Entre 1948 et 1950, le jeune musicien suit des cours de musique à l'École normale de musique de Paris, notamment piano dans la classe d'Alfred Cortot et de composition avec Arthur Honegger. Il a également l'occasion de suivre des cours d'analyse musicale d'Olivier Messiaen au conservatoire de Paris entre 1953 et 1954. Pendant cette maladie il a l’occasion d’apprendre par voie de radio, à connaître les novateurs comme Arnold Schönberg, Alban Berg, Anton Webern et autres[réf. souhaitée]. Participant de 1954 à 1958 aux cours d’été de Darmstadt, il noue des rencontres amicales avec Karlheinz Stockhausen, Luigi Nono, Luciano Berio, Henri Pousseur, John Cage[réf. souhaitée]. Il découvre le milieu musical avant-gardiste avec ce dernier, avec Edgard Varèse, et ensuite Pierre Schaeffer (avec lequel il participe en 1958 à la fondation du Groupe de recherches musicales, qu'il dirige entre 1959 et 1960). Sa participation à ce groupe se poursuit durant quelques années jusqu'à ce que des divergences artistiques fassent naître des tensions au sein des membres.
En parallèle de la composition, Luc Ferrari est pédagogue et organise en 1964 des cours de composition spécialisée dans les techniques et procédés électroacoustiques au Rheinische Musikschule de Cologne. Avec les films de 1965-66 pour le Service de la Recherche de l'O.R.T.F, Les grandes répétitions (INA) réalisés avec Gérard Patris, qui cernent l’esprit des compositeurs et innovateurs comme Olivier Messiaen, Karlheinz Stockhausen, Edgard Varèse, Hermann Scherchen, Cecil Taylor mais aussi de free jazz, c'est la première fois que la télévision française montre l’élaboration d’œuvres contemporaines.

## Langage musical
Luc Ferrari conçoit sa musique comme un art accessible, qui n'est pas surchargé de références complexes rendant l'écoute difficile au grand public. Il travaille en grande partie avec l'électroacoustique, faisant intervenir une multitude de sons dans ses compositions, notamment capté à l'extérieur. Hétérozygote de 1963 pour bande magnétique est un exemple de la démarche du compositeur, qui utilise ici par exemple des bêlements de moutons et des bribes de conservations en diverses langues.  La présentation de cette œuvre devant le Groupe de recherches musicales auquel il fait partie, les réactions de ses confrères sont négatives, qualifiant sa composition d'anti-musicale. Bien qu'elle se rapproche de la musique électronique ou de la musique concrète, la musique de Luc Ferrari s'en distingue par le fait qu'il n'emploie de formes abstraites. Un des principaux axes de sa musique est la captation et l'enregistrement des sons dans leur environnement, témoin d'une volonté de retour à la simplicité et d'une musique naturelle qui se rapproche de la notion de paysage sonore.

## Œuvre
- 1953 : Antisonate (pour piano)
- 1961 : Visage V (pour ensemble de chambre et électroacoustique)
- 1961 : Tautologos I et Tautologos II (électroacoustique)
- 1963 : Hétérozygote (pour bande magnétique)
- 1972 : Musique socialiste ou Programme commun (pour clavecin et bande)
- 1982 : Histoire du plaisir et de la désolation (pour orchestre)
- 1990 : Labyrinthe Hôtel (opéra)

## Discographie sélective
- 1969 : Und so Welter / Music Promenade. Wergo, WER 60046.
- 1990 : Acousmatrix III: Petite Symphonie / Strathoven / Presque rien avec filles / Hétérozygote. BVHAAST, BVHaast 9009.
- 2002 : Far West News: Episode 1. Signature, SIG 11014.
- 2012 : Presque rien. Editions Mego, Recollection GRM 005.
- 2017 : Hétérozygote / Petite Symphonie.... Editions Mego, Recollection GRM 017.
- 2019 : Music Promenade / Unheimlich Schön. Editions Mego, Recollection GRM 022.